# Tersilochus filicornis
Tersilochus filicornis là một loài tò vò trong họ Ichneumonidae.